# Melodies of Life
Melodies of Life es una canción compuesta por Nobuo Uematsu que forma parte y es el tema principal de la banda sonora del videojuego Final Fantasy IX.
Existen dos versiones vocales del tema, interpretadas por Emiko Shiratori, una en japonés y otra en inglés.
Dura 5:41 minutos.
En el juego, es interpretada por Garnet, quien no recuerda dónde la aprendió.
Posteriormente, se descubre que la canción procede de Madain Sari, la población natal de Garnet, de la que tuvo que huir junto a su madre cuando era niña.
- Datos: Q2837378